# 骇游侠探
《骇游侠探》是由Anshar Studios开发、Anshar Publishing发行的一款点击式冒险角色扮演独立游戏，分别于2021年9月16日、2022年7月1日在Microsoft Windows和任天堂Switch平台发布。游戏背景设定在赛博朋克世界观下的华沙城，主题涉及黑色电影、黑色科幻和超人类主义。玩家扮演的“骇游侠探”需要收集线索并进行推理，从而解开各类虚拟现实游戏中出现的谜团。

## 概要
《骇游侠探》的故事设定基于波兰科幻作家马尔钦·普日贝韦克创作的同名短篇小说集，讲述未来社会全感官沉浸式虚拟现实游戏的普及催生出名为“骇游侠探”（game detective）或“游侠”（gamedec）的全新职业，即专门解决虚拟世界中各式疑案的私家侦探，本作剧情也围绕着主角作为游侠的冒险展开。
游戏开场需要玩家为主角选择性别、外观、出身和个人价值观，其中价值观的选择将决定主角起始点数的配比，后者依人格类型分为红色、黄色、蓝色和绿色四种。四种点数会通过游戏中不同的行为方式获得，并用于解锁医生、黑客等四类职业方向的技能树节点，从而在后续对话与场景交互时提供各自的额外选项。玩家经由交谈与调查场景收集到的线索会在“推演”界面显示，只要掌握足够证据就能得出对应结论，以此推动游戏进程。而无论玩家是否做出正确判断，剧情都将继续发展，不会被判定失败。但这一过程是不可逆的，玩家一旦选定路线便无法重新推理，其他路线的对话选项也会同时锁住。

## 开发与发行
早在2019年8月，Anshar Studios开发的VR游戏《Telefrag VR》刚推出不久，工作室就公布了新作《骇游侠探》的首支宣传片，并计划于2020年登陆PC平台。而在同年9月的实机演示中，Anshar Studios的执行制作人卢卡什·哈楚拉（Lukasz Hacura）明确表示本作不会加入战斗系统，相反更专注于玩家选择的设计，其中不乏制作组事先跑团时想到的好点子。游戏中的华沙城以高耸入云的摩天大楼为主体，纵向依次划分为不同阶层的居住区，小说原作者马尔钦·普日贝韦克称其创作灵感主要源自电影《第五元素》和Core Design在2001年推出的科幻动作冒险游戏《伊甸园计划》。
Anshar Studios于次年3月在Kickstarter发起众筹活动，项目最初设定目标为5万美元，最终共筹得171,163美元开发经费。工作室随后在8月发布《骇游侠探》的准预览试玩版（Pre-alpha demo），包含游戏第一章内容，同月又宣布除了年内推出的PC版本，本作还将于2021年登陆任天堂Switch平台，但正式发售日期最终分别延至2021年9月16日与2022年7月1日。游戏首发自带官方中文，由轻语工作室负责汉化工作。
在《骇游侠探》发售一周年纪念日上，Anshar Studios宣布于同月底为游戏推出决定版（Definitive Edition）免费更新，内容包括与动作角色扮演游戏《七：远去的日子》联动的新章节，为原有故事增加克苏鲁相关剧情分支，更多的可选主角形象，以及不能读取存档的硬派侦探（True Detective）模式。次年2月24日，游戏的PlayStation 5版本发售。

## 反响
《骇游侠探》在发售后收获褒贬不一的评价，游戏评论网站Metacritic分别基于34条评论给予游戏Microsoft Windows版本72/100分，基于4条评论给予任天堂Switch版本70/100分。评论家称赞游戏的故事设定和美术风格，批评则主要针对文字叙事方面的不足。
Tom's Guide的编辑乔丹·帕尔默（Jordan Palmer）称赞游戏画面精美，多样的选择分支又提升了重玩价值，“是一款有趣且吸引人的决策推动型RPG”。Rock, Paper, Shotgun的编辑陈棋云（Khee Hoon Chan）欣赏其一改当今赛博朋克游戏同质化的视觉效果，各具特色的虚拟世界场景令人耳目一新。
但《PC Gamer》的编辑弗雷澤·布朗批评本作“浪费了自身宏大的设定”，糟糕的英文翻译使得游戏文本晦涩难懂，而海量的百科内容掩盖了真正有用的信息。Rock, Paper, Shotgun的陈棋云则指出，除了翻译问题，过多基于游戏世界观的术语更加深了玩家的理解障碍，最终被其庞大的信息量压垮。